# Stráne pod Tatrami
Stráne pod Tatrami (em húngaro: Tátraalja; alemão: Forberg) é um município da Eslováquia, situada no distrito de Kežmarok, na região de Prešov. Tem 4,22 km² de área e sua população em 2018 foi estimada em 2.570 habitantes.

## Demografia
| Ano:        | 1994 | 2004    | 2014    | 2024   |
| ----------- | ---- | ------- | ------- | ------ |
| Broj ljudi: | 906  | 1291    | 2329    | 2528   |
| Razlika:    |      | +42,49% | +80,40% | +8,54% |

| Ano:               | 2023 | 2024   |
| ------------------ | ---- | ------ |
| Número de pessoas: | 2464 | 2528   |
| Diferença:         |      | +2,59% |